# Нивенское сельское поселение
Ни́венское се́льское поселе́ние — упразднённое муниципальное образование в составе Багратионовского района Калининградской области. Административный центр поселения — посёлок Нивенское.

## География
Общая площадь поселения составляет 2975,48 га.

## История
Поселение образовано 30 июня 2008 года в соответствии с законом Калининградской области № 253. В его состав вошли территории Владимирского и Нивенского сельских округов.
Законом Калининградской области от 18 октября 2016 года № 3, 1 января 2017 года все муниципальные образования Багратионовского муниципального района — Багратионовское городское поселение, Гвардейское, Долгоруковское, Нивенское и Пограничное сельские поселения — были преобразованы, путём их объединения, в Багратионовский городской округ.

## Население
| 2002 | 2010  | 2012  | 2013  | 2014  | 2015  | 2016  |
| ---- | ----- | ----- | ----- | ----- | ----- | ----- |
| 7489 | ↗8250 | ↗9008 | ↗9597 | ↘9481 | ↘8424 | ↘8297 |

## Состав сельского поселения
| №  | Населённый пункт | Тип населённого пункта          | Население |
| -- | ---------------- | ------------------------------- | --------- |
| 1  | Владимирово      | посёлок                         | ↘666      |
| 2  | Заречное         | посёлок                         | ↘124      |
| 3  | Калмыково        | посёлок                         | ↘6        |
| 4  | Линейное         | посёлок                         | ↗53       |
| 5  | Майское          | посёлок                         | ↘177      |
| 6  | Малое Отважное   | посёлок                         | ↘12       |
| 7  | Нивенское        | посёлок, административный центр | ↘1728     |
| 8  | Отважное         | посёлок                         | ↘343      |
| 9  | Партизанское     | посёлок                         | ↗1081     |
| 10 | Победа           | посёлок                         | ↘168      |
| 11 | Садовое          | посёлок                         | ↘53       |
| 12 | Северный         | посёлок                         | ↗1067     |
| 13 | Южный            | посёлок                         | ↘2772     |

## Экономика
Основные промышленные предприятия на территории поселения:
ЧП «Борейко», ЧП «Толпыго В. В.», ООО «Импэкс — Мебель», агрофирма «Победа», АЗС ООО «Лукойл-КМН», три производственные базы ООО «Лукойл-КМН», ЗАО «Багратионовск», Багратионовский Филиал ФГУ «Управление Калининградмелиоводхоз», ООО «Мелиор-Запад», ОАО «Агрофирма Багратионовская», ООО «Металфрио-Солюшинс», Нивенский участок КОГУП ДЭП-2, ООО «ДеМедичи-Калининград».

## Объекты культурного наследия
Регионального значения:
- Кирха 1350 года в поселке Владимирово

Местного значения:
- Братская могила советских воинов, погибших в феврале 1945 года в поселке Владимирово
- Мемориальный комплекс на братской могиле советских воинов, погибших в феврале 1945 года в поселке Нивенское